# Cristina Hernández
Helga Cristina Hernández Ramírez (Ciudad de México, 13 de febrero de 1977), conocida como Cristina Hernández, es una actriz de doblaje, directora de doblaje y locutora mexicana.

## Biografía
Llegó a incursionar en el doblaje gracias a que era vecina de Moisés Iván Mora; su carrera como actriz de doblaje comenzó en los estudios de Sonomex a los 11 años en 1988 y en las series de televisión en 1988. Al tercer día de empezar a trabajar ya estaba grabando un comercial de Mattel.
Empezó su carrera como actriz de doblaje en series de televisión, en el año de 1988. donde ha colaborado en algunas películas y series de Disney, en especial todas las películas donde aparecen Lindsay Lohan, Anne Hathaway y Natalie Portman entre otras, a quienes ha doblado su voz y en especial al personaje de Padmé Amidala en La amenaza fantasma, El ataque de los clones y La venganza de los Sith  de la franquicia de ciencia ficción Star Wars. 
Ha sido la voz oficial de la empresa de juguetes Mattel para Barbie y del canal de televisión Cartoon Network para América Latina, además de numerosos animes, de los cuales se le conoce al darle su voz a Sakura Kinomoto en Cardcaptor Sakura y series de televisión.
Estuvo casada con René García, también actor de doblaje.
Inició una relación con Ricardo Tejedo  también actor de doblaje en el 2015, se separaron en 2024.
Su hija María García Hernández ha seguido sus pasos profesionales desde 2008, donde ha realizado numerosos papeles.
Su hijo menor Eduardo Gutiérrez Hernández, hace también doblaje desde 2016.

## Filmografía

### Anime
- Agent Aika - Rie Petoriyacowa
- One Piece - Boa Hancock
- Assassination Classroom - Irina Jelavić
- Bakugan Battle Brawlers - Julie Makimoto
- Bleach - Ryo Kunieda
- Cardcaptor Sakura - Sakura Kinomoto
- Card Captor Sakura: The Sealed Card - Sakura Kinomoto
- Cardcaptor Sakura: Clear Card-hen - Sakura Kinomoto
- Crayon Shin-Chan  - Señorita Poppi
- Digimon Adventure - Kari Kamiya / Salamon / Gatomon / Angewomon
- Doraemon - Shizuka
- Dragon Ball - Upa (2.ª voz), Suno (2.ª voz)
- Dragon Ball Z - Maron (primera novia de Krilin)
- Dragon Ball Super - Jerez (Diosa de la destrucción del universo 2)
- Elfen Lied - Mariko
- Hamtaro - Laura Haruna
- Hello Kitty - Kitty
- Kiki's Delivery Service - Kiki
- Kekkai Sensen - Luciana Estévez
- Kimba, El León Blanco - Kimba, El León Blanco
- Kimetsu no Yaiba - Shinobu Kocho
- Las Chicas Superpoderosas Z - Bombón (Momoko Akatsumi)
- Mahōjin Guru Guru  - Kukuri
- Mars, The Terminator  - Muse
- Martian Successor Nadesico - Yukina
- Nanatsu no Umi no Tico - Nanami Simpson[4]
- Naruto - Tayuya, Sari y Yuki / La princesa de la nieve (niña)
- Pokémon - Solidad / Oficial Jenny /     Candice / Ursula
- Saber Marionette J - Lima
- Saber Marionette J Again - Lima
- Saber Marionette J to X - Lima
- Saber Marionette R  - Lima
- Sailor Moon - Chibiusa Tsukino ( Rini / Sailor Chibimoon / Black Lady)
- Sailor Moon Crystal - Chibiusa Tsukino ( Rini / Sailor Chibimoon / Black lady)
- Shingeki no Kyojin - Krista Lenz / Historia Reiss
- Owari no Seraph - Krul Tepes
- Slam Dunk - Haruko Akagi
- The Super Dimension Fortress Macross: Do You Remember  Love? - Lynn Minmay
- Those Who Hunt Elves  - Ritsuko
- Tokyo Ghoul  - Eto Yoshimura / Takatsuki Sen
- Yu-Gi-Oh! - Leon von Schroeder
- Zatch Bell - Tia

### Series animadas
- 101 dálmatas: la serie - Cadpig
- Avengers Assemble - Doctora Jane Foster
- Babar  - Flora (1.ª temporada a la 5.ª temporada) (Doblaje Mexicano)
- Baby Looney Tunes - Lola Bunny
- Bananas en Pijamas - Lula
- Barney y sus amigos - Min
- Ben 10 - estudiante guía de la Academia     Bankcroft episodio 24 (un episodio voces adicionales)
- Carl² (al cuadrado)  - Chloe
- Creepie - Chris-Alicia Hollyruler
- Dream Productions - Alegría
- El Autobús Mágico  - Wanda
- El Circo de Jojo - Jojo
- El teatro mágico de Hello Kitty - Hello Kitty (Doblaje Mexicano)
- Grafitos - Stacy Stickler
- Guardianes de la Galaxia (serie de televisión) - Mantis
- Guerreros míticos: guardianes de la leyenda - Perséfone
- Hey Arnold! - Timberly Johanssen (primera voz)
- Kick Buttowski: Suburban Daredevil - Jackie "La Loca"     Wackerman
- La Familia Proud  - Penny Proud
- La Pequeña Lulú - Anita
- La Vida y Obra de Juniper Lee - Lila
- Las Chicas Superpoderosas - Bombón
- Las locuras de Andy - Jen Larkin
- Las Tres Mellizas - Anna/Elena/Teresa
- Leyendas del Viento del Norte - Ana
- Locos dieciséis - Nikki (nuevos episodios doblados en México)
- Madeline - Nona
- Mi Osito - Emily
- Miraculous: Las aventuras de Ladybug - Lila/ Volpina akumatizada
- Mona la vampira  - Mona (1999-2001)
- Pepper Ann - Cici
- Pippi Longstocking - Annika Settergren (1997)
- Recreo - Gretchen (temporadas más recientes)
- Rocket Power - Reggie Rocket
- Rolie Polie Olie - Olie
- Sabrina, la brujita - Sabrina
- Spider-Man (serie de televisión) - Tercera temporada capítulos 29 y 30     Dinah en Latinoamérica Taina
- Spider-Man (serie de televisión de 2017) - Carolyn Trainer / Lady Octopus
- Súper sergio - Sarai (1.ª voz)
- The Weekenders - Tish Katsufrakis
- The Spooktacular New Adventures of Casper - Poil
- Perdidos en Oz - Evelyn Gale
- Ever After High - Briar Beauty
- El diario de Irene - Clara
- Villanos - Miss Heed

### Películas animadas
| Año  | Personaje                | Título                   | Actriz original   | Lugar  |
| ---- | ------------------------ | ------------------------ | ----------------- | ------ |
| 1989 | Flora (doblaje mexicano) | Babar: la película       | Tara Strong       | México |
| 1997 | Darla Dimple             | Los gatos no bailan      | Ashley Peldon     | México |
| 1997 | Anastasia (joven)        | Anastasia                | Kirsten Dunst     | México |
| 2006 | La princesa Selenia      | Arthur y los Minimoys    | Mylène Farmer     | México |
| 2015 | Alegría                  | Intensa-Mente            | Amy Poehler       | México |
| 2016 | Stella Bird              | Angry Birds: la película | Kate McKinnon     | México |
| 2019 | Pintada                  | El Rey León              | Amy Sedaris       | México |
| 2019 | voz Mamá de Harmony      | Toy Story 4              | Patricia Arquette | México |
| 2024 | Alegría                  | Intensa-Mente 2          | Amy Poehler       | México |

### Videojuegos
- Dance central - Emilia y Miss Aubrey
- Dance central 2  - Emilia y Miss Aubrey
- Dance central 3 - Emilia y Miss Aubrey
- WarioWare Gold - Ashley y 13-Amp
- Fable II - Rose
- Injustice: Gods Among Us - Catwoman
- Injustice 2 - Catwoman
- League of Legends - Lulu, el hada hechicera, Quinn, las alas de demacia, Ashe, la arquera de     hielo
- Need for Speed: The Run - Sam Harper
- SMITE - Scylla, el horror de las profundidades
- Tom Clancy's Ghost Recon Wildlands - Holt
- Marvel's Guardians of the Galaxy - Meredith Quill

### Películas con actores reales
| Actriz original        | Año  | Título                                            | Personaje                      | Lugar  |
| ---------------------- | ---- | ------------------------------------------------- | ------------------------------ | ------ |
| Natalie Portman        | 1999 | Star Wars: Episodio I - La amenaza fantasma       | Padme Amidala                  | México |
| Natalie Portman        | 2002 | Star Wars: Episodio II - El ataque de los clones  | Padme Amidala                  | México |
| Natalie Portman        | 2005 | Star Wars: Episodio III - La venganza de los Sith | Padme Amidala                  | México |
| Natalie Portman        | 2006 | V de Venganza                                     | Evey Hammond                   | México |
| Natalie Portman        | 2008 | The Other Boleyn Girl                             | Ana Bolena                     | México |
| Natalie Portman        | 2010 | El cisne negro                                    | Nina Sayers                    | México |
| Natalie Portman        | 2013 | Thor: The Dark World                              | Jane Foster                    | México |
| Christina Ricci        | 1991 | Los locos Addams                                  | Merlina Addams                 | México |
| Christina Ricci        | 1993 | Los locos Addams 2                                | Merlina Addams                 | México |
| Christina Ricci        | 2002 | Pumpkin                                           | Carolyn McDuffy                | México |
| Christina Ricci        | 2002 | Monster                                           | Shelby                         | México |
| Christina Ricci        | 2005 | La maldición                                      | Ellie                          | México |
| Christina Ricci        | 2006 | El lamento de la serpiente negra                  | Rae                            | México |
| Christina Ricci        | 2006 | Penelope                                          | Penelope                       | México |
| Christina Ricci        | 2008 | Meteoro: La película                              | Trixie                         | México |
| Anne Hathaway          | 2001 | El Diario de la princesa                          | Mia Thermopolis                | México |
| Anne Hathaway          | 2004 | El Diario de la princesa 2                        | Mia Thermopolis                | México |
| Anne Hathaway          | 2005 | Secreto en la montaña                             | Beth Easton                    | México |
| Anne Hathaway          | 2007 | Becoming Jane                                     | Jane Austen                    | México |
| Anne Hathaway          | 2008 | Superagente 86                                    | Agente 99                      | México |
| Anne Hathaway          | 2009 | Guerra de novias                                  | Emma Allen                     | México |
| Anne Hathaway          | 2010 | Día de los enamorados                             | Liz Undertip                   | México |
| Anne Hathaway          | 2010 | Alicia en el país de las maravillas               | Miranda, la Reina Blanca       | México |
| Anne Hathaway          | 2011 | One Day                                           | Emma Morley                    | México |
| Anne Hathaway          | 2012 | The Dark Knight Rises                             | Selina Kyle/Catwoman           | México |
| Anne Hathaway          | 2012 | Les Misérables                                    | Fantine                        | México |
| Anne Hathaway          | 2014 | Song One                                          | Franny                         | México |
| Anne Hathaway          | 2014 | Interstellar                                      | Amelia Brand                   | México |
| Anne Hathaway          | 2015 | The Intern                                        | Jules Ostin                    | México |
| Anne Hathaway          | 2016 | Alice Through the Looking Glass                   | Mirana, La reina Blanca        | México |
| Anne Hathaway          | 2019 | Serenity                                          | Karen                          | México |
| Anne Hathaway          | 2019 | The Hustle                                        | Josephine                      | México |
| Reese Witherspoon      | 1998 | Amores a colores                                  | Jennifer Wagner                | México |
| Reese Witherspoon      | 2002 | La importancia de llamarse Ernesto                | Cecily                         | México |
| Reese Witherspoon      | 2002 | No me olvides                                     | Melanie Smooter                | México |
| Reese Witherspoon      | 2004 | Vanidad                                           | Becky Sharp                    | México |
| Reese Witherspoon      | 2007 | El sospechoso                                     | Isabella El-Ibrahimi           | México |
| Reese Witherspoon      | 2008 | Four Christmases                                  | Kate                           | México |
| Reese Witherspoon      | 2011 | Agua para elefantes                               | Marlena Rosenbluth             | México |
| Reese Witherspoon      | 2012 | This Means War                                    | Lauren Scott                   | México |
| Lindsay Lohan          | 1998 | Juego de Gemelas                                  | Hallie Parker Annie James      | México |
| Lindsay Lohan          | 2003 | Freaky Friday                                     | Anna Coleman                   | México |
| Lindsay Lohan          | 2004 | Confessions of a Teenage Drama Queen              | Mary Elizabeth "Lola" Stepp    | México |
| Lindsay Lohan          | 2005 | Herbie a toda marcha                              | Margaret “Maggie” Peyton / Max | México |
| Lindsay Lohan          | 2007 | I Know Who Killed Me                              | Aubrey Flemming / Dakota Moss  | México |
| Lindsay Lohan          | 2009 | Labor Pains                                       | Thea Clayhill                  | México |
| Mara Wilson            | 1996 | Matilda                                           | Matilda Wormwood               | México |
| Sara Magdalin (4 años) | 1996 | Matilda                                           | Matilda Wormwood               | México |
| Rose Byrne             | 2006 | Marie Antoinette                                  | Duchesse de Polignac           | México |
| Kristen Bell           | 2008 | Forgetting Sarah Marshall                         | Sarah Marshall                 | México |
| Elfina Luk             | 2022 | Sonic 2, la película                              | Agente armada                  | México |

Otras
- Barney:     La Gran Aventura, La Película - Abby Newton
- 10 Things I     Hate About You - Bianca Stratford
- DOA: Dead or Alive     - Princesa Kasumi
- Igby Goes Down - Sookie Sapperstein
- Mr. Nanny - Kate Mason
- Pride & Prejudice - Elizabeth Bennett
- She's All That - Laney Boggs
- Stranger Things     - Joyce Byers

### Series de TV (imagen real)
Daniela Bobadilla
- Anger Management (serie de televisión) - Sam Goodson

Monique Coleman
- Disney Channel Games 2006 y 2007 - A ella misma

Anneliese Van Der Pol
- Es Tan Raven - Chelsea Daniels
- Disney Channel Games 2006 - A ella misma

Kristen Bell
- Gossip Girl - Gossip Girl  (2007-2012)
- Veronica Mars - Veronica Mars (2004-2007)
- Eleanor Shellstrop - The good place (2016 - presente)

Mischa Barton
- The O.C. - Marissa Cooper (2003-2006)
- Celebrity Deathmatch - Mischa Barton

Michaela Conlin
- Bones - Angela Montenegro

### Telenovelas brasileñas
Débora Falabella
- Niña moza - Niña Moza (2006)
- Dos caras - Júlia (2007-2008)

Mariana Ximenes
- La casa de las siete mujeres - Rosario (2003)
- Chocolate con pimienta - Ana Francisca (2003-2004)
- América - Raíssa (2005)
- Cobras & Lagartos - Bel (2006)
- Paraíso Tropical - Sonia (2007)

Regiane Alves
- Lazos de familia - Clara (2000-2001)
- Mujeres apasionadas - Doris (2003)
- Cabocla - Belinha - (2004)
- Páginas de la vida - Alice (2006-2007)
- Belleza pura - Joana (2008)

Carla Díaz
- El clon - Khadija (2001-2002)

Priscila Fantin
- Esperança - María (2002-2003)

Maytê Piragide
- Vidas opuestas - Joana (2006-2007)

Nathalia Dill
- Avenida Brasil - Débora Magalhães Queirós (2012-2013)

Giovanna Antonelli
- Las Brasileñas - Gigi (2012)
- La guerrera - Heloísa Sampaio Alencar (Helô) (2012)
- La sombra de Helena - Clara Fernándes (2014)

### Telenovelas argentinas
Natalia Oreiro
- Muñeca Brava - Milagros 'Milli' Espósito (1998-1999)

### Comerciales
- comercial Tutsi Pop
- Osito Bimbo (Pan Bimbo)
- Anuncios de Televisa Canal 5 (1995-1997)
- Anuncios y Spots de Cartoon Network
- Chicky (Kentucky Fried Chicken)
- Juguetes Mattel
- Anuncios del IMSS (diciembre de 1995)
- Crema Vitacilina (con el lema,"Ah, que buena Medicina")
- Cremas Hinds

Bonus
- Bor y Bots - Sally en 9 temporada
- Californication     (serie de televisión) - Rebecca "Becca" Moody (Madeleine Martin)
- Disney Channel Games     - Annalise Van der Pol
- Drake & Josh - (Un episodio voces     adicionales) (Segundo episodio como Emily)
- El Mundo     Secreto de Alex Mack - Alex Mack
- El séptimo cielo     - Lucy Camden (1996-2006)
- Grey's Anatomy - Paramédico Hannah (Christina Ricci)     en el episodio "Es el Fin del Mundo Parte I " y "Es el Fin     del Mundo (Tal como lo conocemos) Parte II"
- Hechiceras - Jenny Gordon (1999)
- iCarly - Voces adicionales y Missy
- Jericho     (serie de televisión) - Heather Lisinski
- Justin     Bieber: Never Say Never - Pattie Mallette (madre de Justin)
- Kase (Kamen Rider Siren) - Kamen Rider     Dragon Knight
- Law     & Order: Criminal Intent - (Un episodio voces adicionales)
- Malibu Shores - Nina Gerard (1996)
- Nuestra Generación     - Meg Pryor (2002-2005)
- Popular     (serie de televisión) - Brooke McQueen (1999-2001)
- Smallville - Lana Lang (Kristin Kreuk) (sustituyendo a Elsa Covian     en la temporada 7)
- Stargate Atlantis     - Neeva Casol (Un episodio voces adicionales)
- That '70s Show - Jackie Burkhart (1998-2006)
- The Worst Witch     - Mildred Embrollo
- Wild Child (2008) - Josie